# Hortillonnages di Amiens

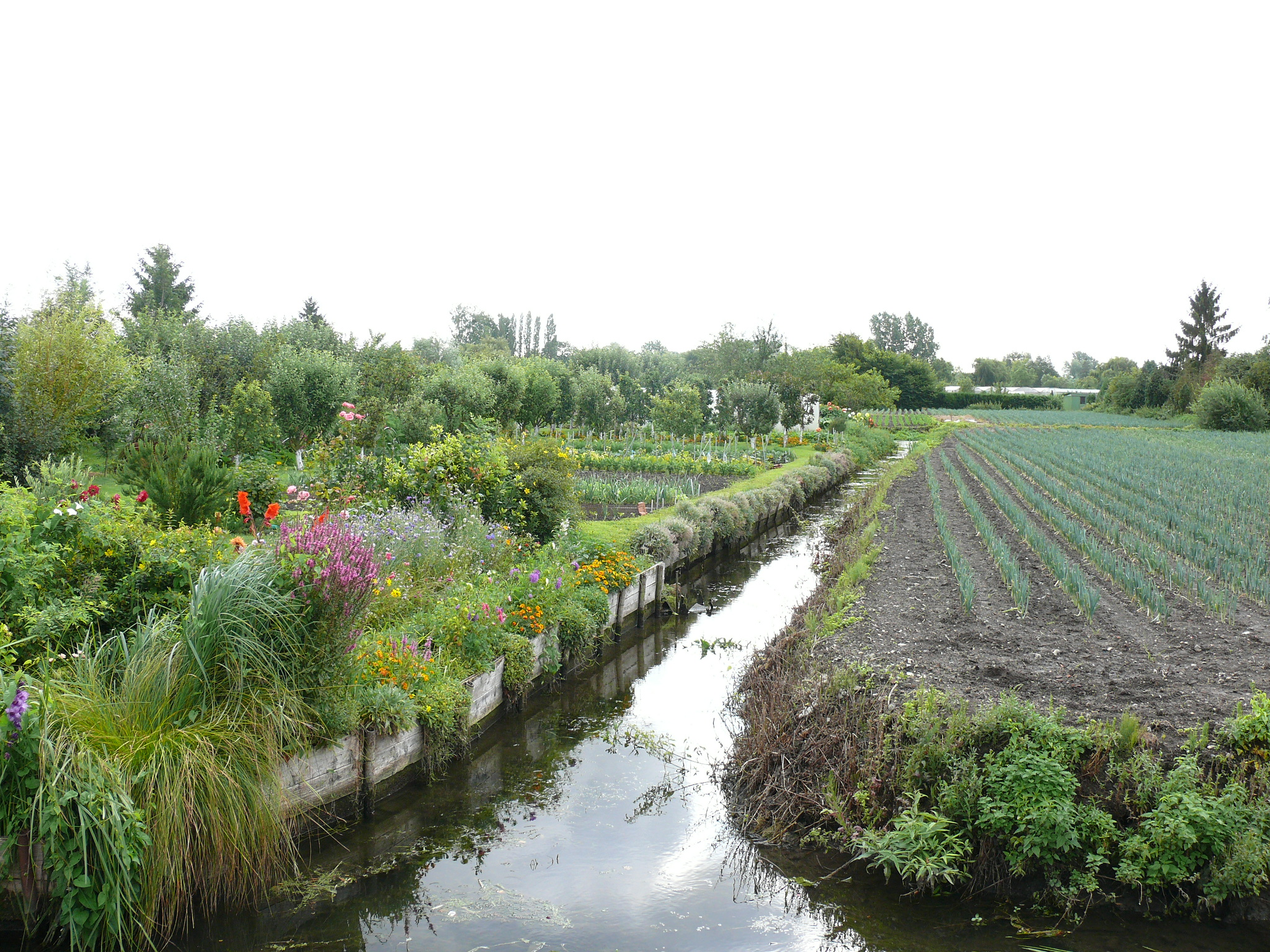
Scorcio sugli Hortillonages di Amiens

Gli Hortillonnages di Amiens (in piccardo: ches hortillonnaches Anmiens) sono un'area di 300 ettari di ex paludi situata ad est della città di Amiens e sui territori dei comuni di Rivery, Camon e Longueau, sviluppatasi nel Medioevo (probabilmente dal XII secolo) per creare campi che potessero essere utilizzati per l'orticoltura.

## Toponomastica
Il termine hortillonnage deriva dal nome hortillon, un termine piccardo usato dal XV secolo e dal latino inferiore hortellus, "piccolo giardino", diminutivo del latino classico hortus, "giardino". Indica, ad Amiens e dintorni, paludi intervallate da canali, dove si pratica l'orticoltura, e ha assunto in piccardo il significato più generale di "orticoltura". Un hortillon (femminile hortillonne) indica un ortolano.

## Storia

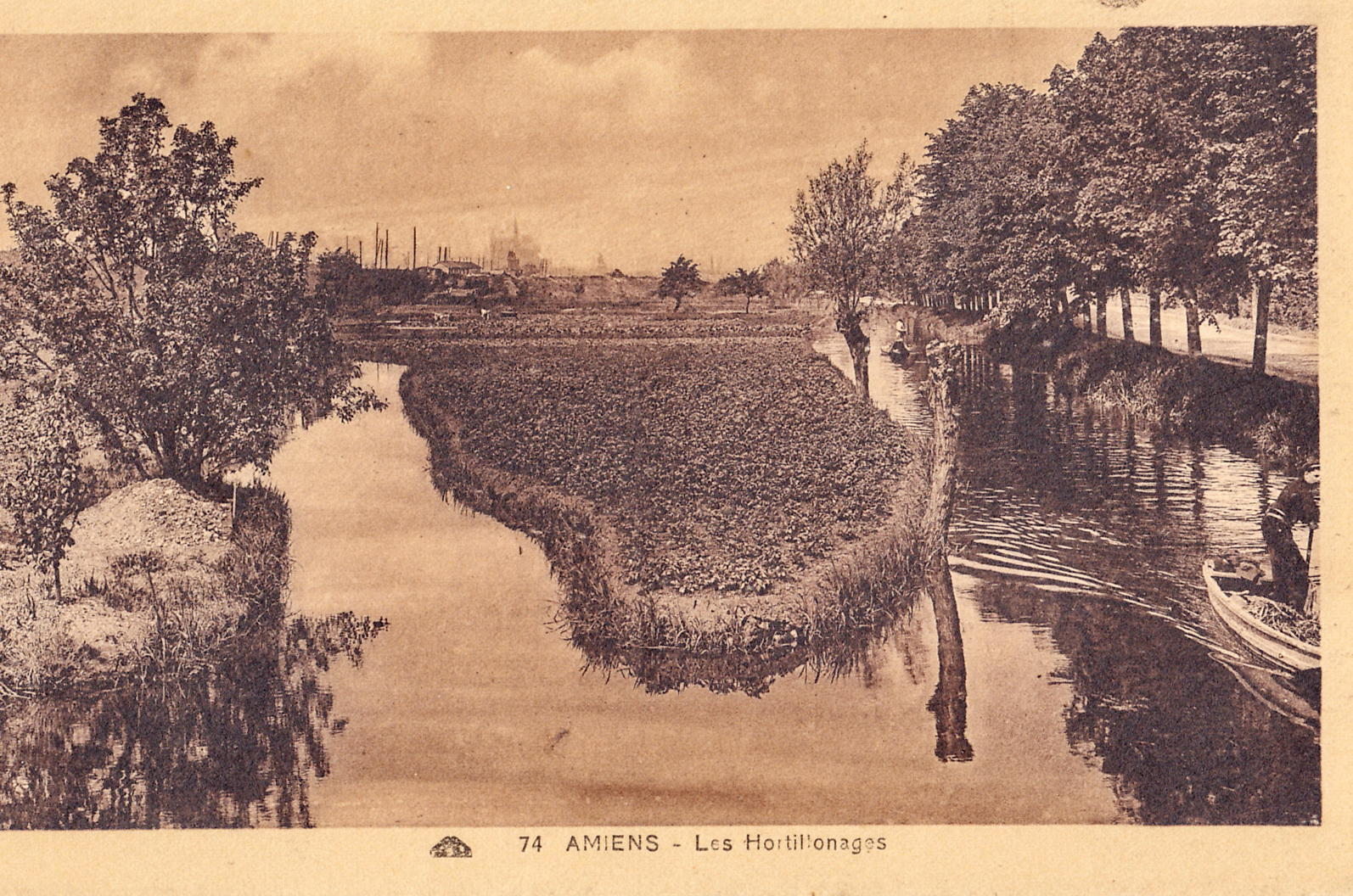
Orticoltura, negli anni 1920.

Gli hortillonnages, nella loro forma attuale, sono coltivati da circa settecento anni. Va notato che l'estrazione della torba, utilizzata come combustibile, ha contribuito alla formazione del sito come lo conosciamo. La prima cartografia conosciuta è del 1524.
Oggi, a causa dell'espansione urbana, rimangono soltanto 300 ettari dei 10 000 di origine. Nel XIX secolo circa mille persone si guadagnavano da vivere con l'orticoltura contro i circa 15 di oggi. Questa attività è in forte calo dagli anni 1950.
Nel 1974, un progetto per la costruzione di una strada che attraversava la tangenziale prevedeva l'attraversamento del sito degli hortillonnages.
Nel 1975, su iniziativa di Nisso Pelossof (1921-2011), fotografo di Amiens, è stata creata l'Associazione per la protezione e la salvaguardia del sito e dell'ambiente degli Hortillonnages che nel 1991 è stata riconosciuta di pubblica utilità. Oltre a difendere il sito prospiciente il progetto stradale, l'associazione lavora per il suo sviluppo (pulizia dei "rieux"), stabilizzazione degli argini...). Ha ottenuto, con la sua azione, il mantenimento del "mercato sull'acqua", a piazza Parmentier, ai piedi della cattedrale. Dal 1982 organizza gite in barca per il pubblico.
Oggi ci sono solo una decina di hortillon (ortolani) che coltivano 25 ettari.
La maggior parte degli hortillonnages sono stati trasformati in giardini di piacere da privati, o addirittura in seconde case.
Negli ultimi anni, l'agricoltura biologica ha fatto rivivere l'orticoltura con due progetti, il giardino virtuoso (giardino paesaggistico ecologico ed educativo) e l'orticello lunare (Jean Louis Christen, produttore di orticoltura dagli anni 1980); altri sono in cantiere.
Nel 2017 è stato dedicato un museo agli hortillonnages, al 21, impasse Marcel, a Rivery, creato su iniziativa di una coppia di hortillon, René e Thérèse Nowak, aiutati da volontari. È sponsorizzato da Pierre Bonte. Il museo degli Hortillonnages propone anche gite in barche a motore elettrico in completa autonomia nel rispetto dell'ecologia del sito. Nel settembre 2017 è stato progettato un parco alberato, da Stéphane Marie e dal suo team, come parte del suo programma Silence, ça push in onda su Francia 5. Il sito web del museo degli Hortillonnages offre, tra le altre cose, una replica di questo programma.

## Descrizione del sito

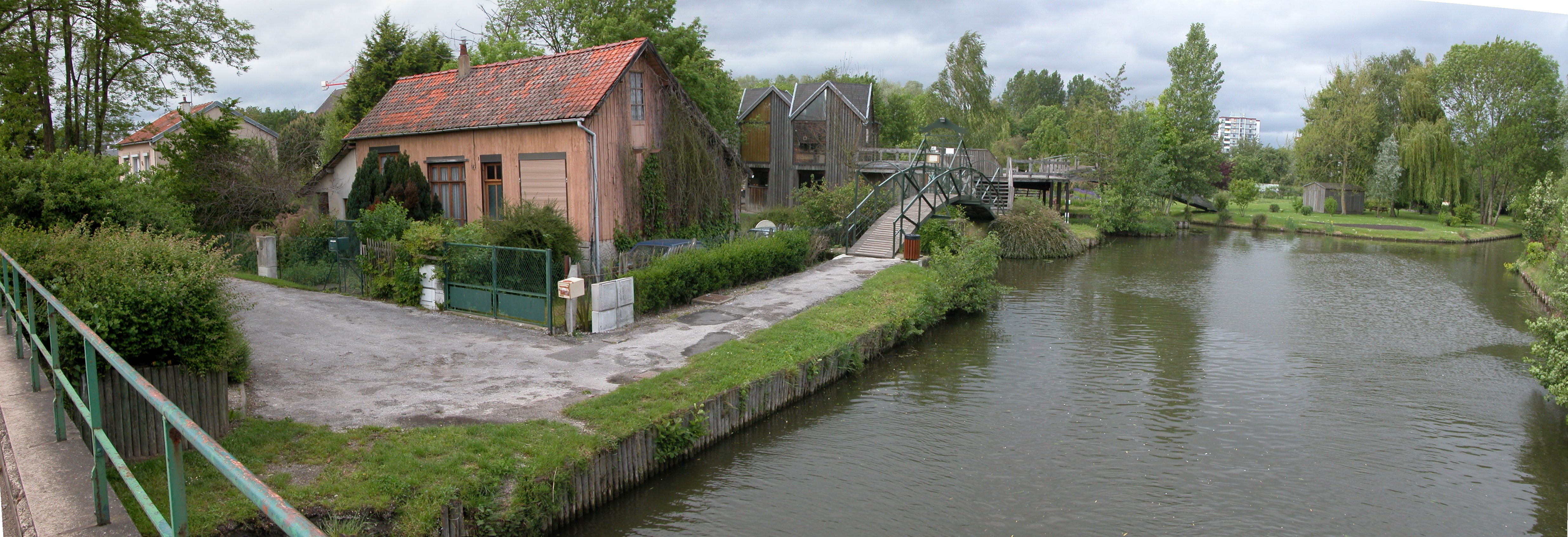
Hortillonnages di Amiens, Île aux Fagots.

Il sito degli hortillonnages deriva dallo sviluppo da parte dell'uomo dell'ambiente naturale paludoso molto probabilmente dal Medioevo, a seguito dell'impianto di mulini e dighe sul fiume Somme. È alimentato dalle acque del fiume dirottate nel Canale della Somme che scorre da ovest a est e dal suo affluente Avre. L'alzaia del canale della Somme è stata convertita in una "greenway" che fa parte della pista ciclabile della valle della Somme.
Gli hortillonnages sono costituiti da una moltitudine di isole alluvionali, le "aires" circondate da 65 chilometri di corsi d'acqua, i "rieux" (nome dei canali degli hortillonnages in piccardo) e fossati utilizzati per il drenaggio e l'irrigazione. Hanno nomi pittoreschi: la Cauchiette (la carreggiata), le Peuple (il pioppo), le rieu à Galets, le rieu de la Crosse, du Gouverneur, Pont cassé, du Tournet, de la Broquette, du Malaquis...
Gli hortillonnages si estendono su cinque comuni:
- Amiens
- Camon
- Lamotte-Brebiere
- Longueau
- Rivery

Nel 1973 è stato creato il Sindacato Intercomunale di Studi per la Protezione degli Hortillonnages tra i comuni di Amiens, Camon e Rivery. Nel 1977 divenne il Sindacato intercomunale per lo sviluppo e la conservazione degli hortillonnages. La staffetta è stata rilevata dalla comunità dell'agglomerato di Amiens Métropole.
La salvaguardia del sito deve tenere conto di diversi aspetti:
- resistenza al suolo
- circolazione dell'acqua
- flora e fauna
- navigazione
- lavoro degli orticoltori per la produzione di ortaggi.

### Resistenza del suolo

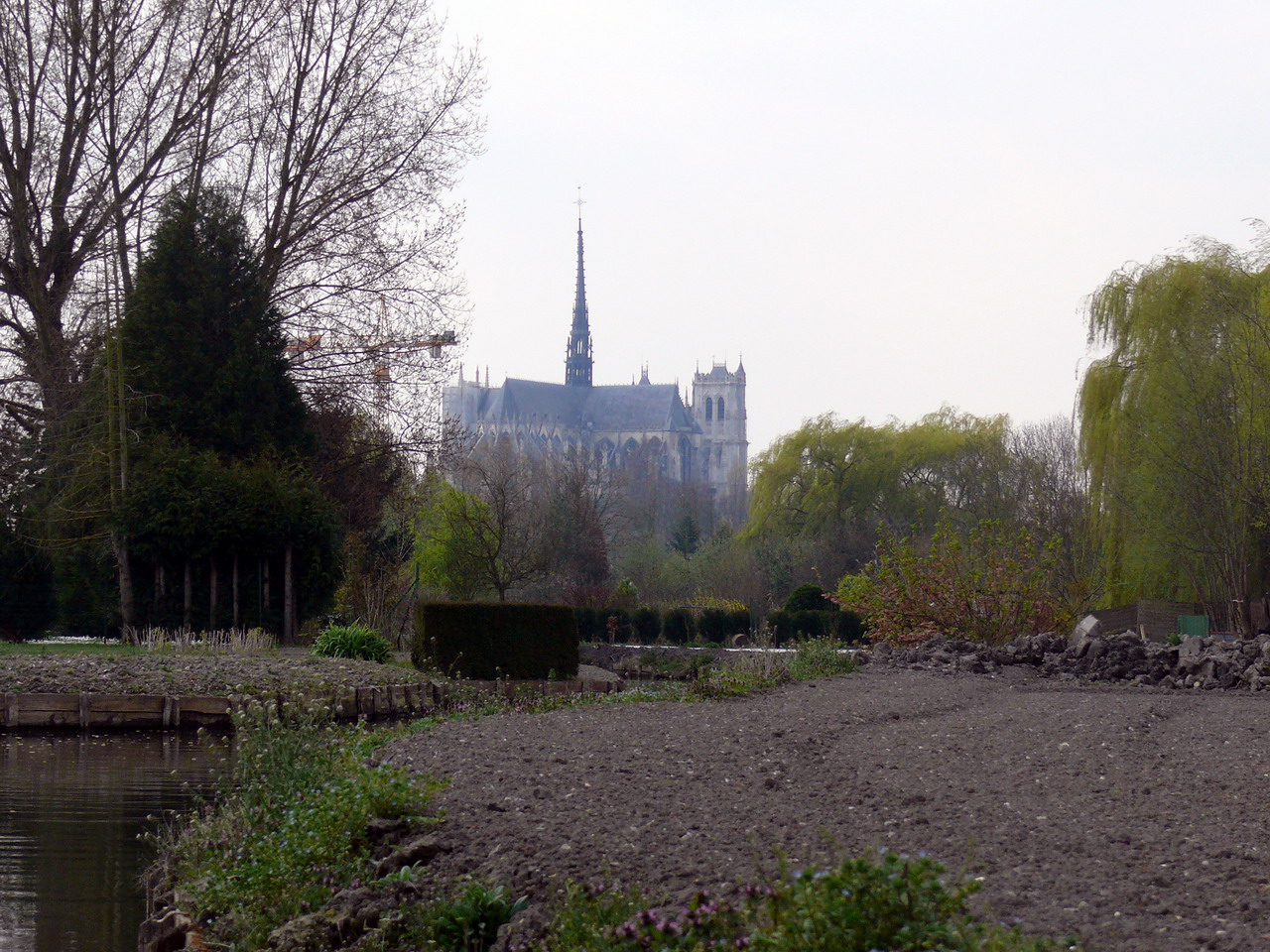
Vista degli hortillonnages e della Cattedrale di Amiens all'inizio della primavera.

Il limo e il calcare che lo compongono rendono il terreno molto permeabile. L'erosione è costante, la manutenzione delle aree avviene tramite la pulitura dei "rieux" e lo spargimento dei vasi sulle sponde. Gli argini sono inoltre molto spesso consolidati da palancole di legno.

### Circolazione dell'acqua
Varia a seconda della stagione e del funzionamento delle chiuse a valle così come a monte del sito. I "rieux" e i fossati sono di proprietà statale o privata. In entrambi i casi, la loro manutenzione è a carico dei residenti. Ci sono un certo numero di stagni sul sito, il più importante dei quali è lo stagno di Clermont. Questi stagni sono di natura diversa:
- stagni naturali,
- "intagli" scavati dall'uomo per estrarre la torba.

### Flora e fauna
Gli hortillonnages sono un'area di grande ricchezza ecologica. Il numero di impianti di grandi dimensioni è limitato dalla natura stessa del sito. Si incontrano molte specie di alberi e arbusti, come molti tipi di salici, ontani, biancospino, sambuco nero, corniolo, obir viburno, frassino, pioppo, ecc.
Gli uccelli sono numerosi sui siti, sia stanziali che migratori. Sono presenti passeriformi (pettirosso, cannaiola, scricciolo, usignolo, rondine, picchio, cincia, merlo, tordo, ciuffolotto, cardellino), beccacce, beccaccini, anatre, aironi, martin pescatore, tassi o folaghe, gallinelle d'acqua, fratini dorati, uccelli notturni (civette, tarabusini) che vi nidificano e si riproducono.
Sono presenti anche insetti palustri come zanzare e libellule. I grillo talpa possono essere facilmente scoperti mentre preparano il terreno.
Il pesce abbonda: tinca, cavedano, anguilla e luccio.

### Navigazione
Le tradizionali barche a cornetta utilizzate in passato dagli hortillon sono sempre più trascurate. Oggi gli hortillonnages possono essere visitati in barca con un motore elettrico silenzioso o in canoa. Tuttavia, viene utilizzata anche la canoa con motore a benzina.

## Ruolo economico del sito
Oltre alle loro funzioni ecologiche e agricole, gli hortillonnages rappresentano il secondo centro turistico di Amiens con circa 200 000 visitatori all'anno.

### Orticoltura

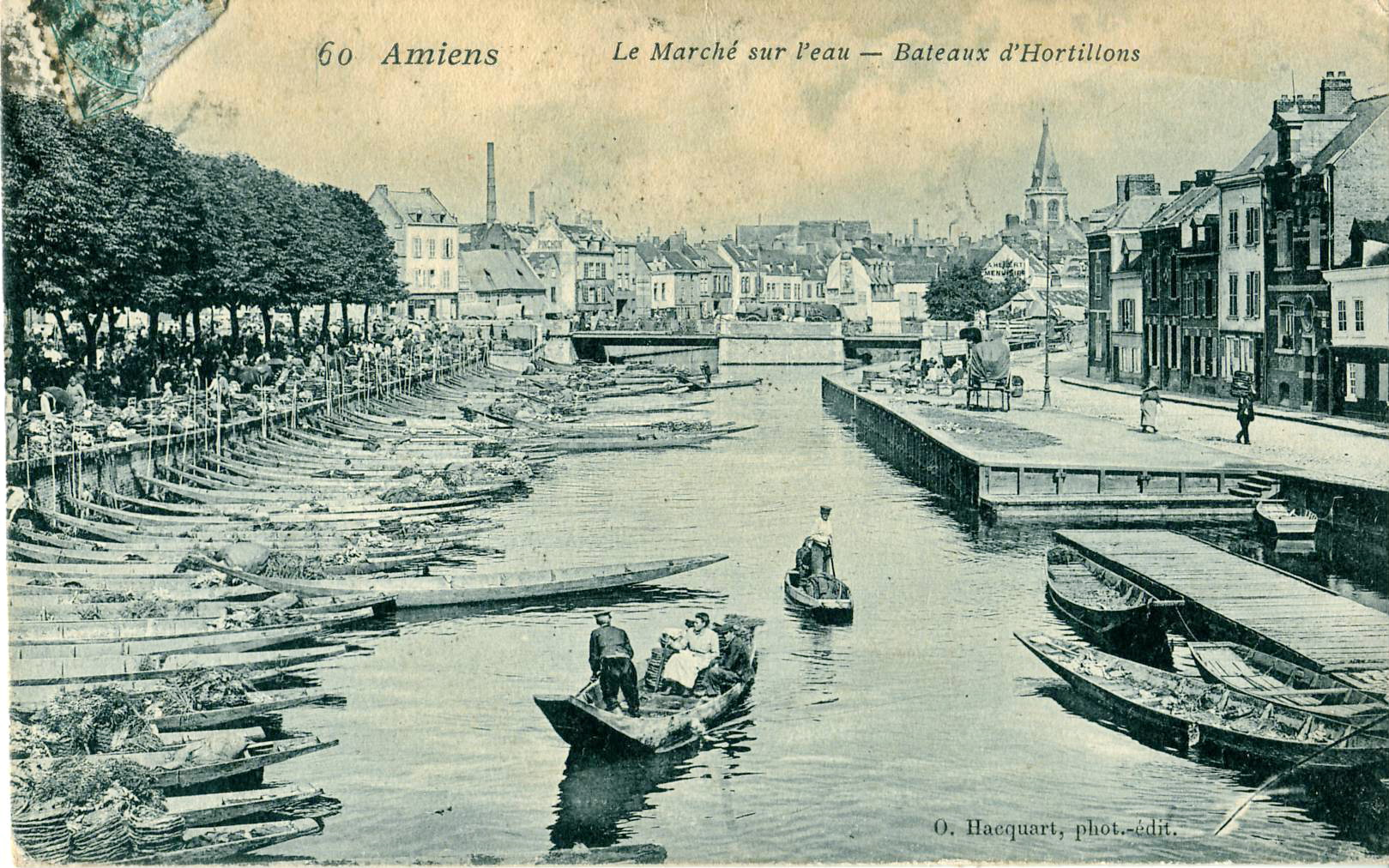
Gli hortillonnages hanno svolto un ruolo importante nell'alimentazione degli abitanti di Amiens all'inizio del XX secolo. Il mercato sull'acqua esiste ancora in Place Parmentier, ma le verdure vengono ora trasportate con un furgone.

Gli uomini e le donne che coltivano ortaggi negli hortillonnages sono chiamati hortillons e hortillonnes. Si spostano su cornetti, grandi imbarcazioni con fondo piatto e estremità rialzate per facilitare l'attracco.
Se nel 1906, 950 persone avevano un'attività di orticoltura, oggi sono solo una decina le aziende agricole attive.
Amiens Métropole desidera preservare questo patrimonio naturale, agricolo, ecologico e turistico. Con l'aiuto di SAFER, la comunità dell'agglomerato ha acquisito 25 ettari che affitta agli orticoltori.
Prima della metà del XX secolo, gli hortillons vendevano regolarmente le loro primizie nei mercatini sull'acqua. Oggi questo mercato si svolge nella sua forma tradizionale, con la produzione trasportata nelle cornette, solo una volta all'anno, generalmente durante la Festa dell'Acqua, che si svolge a giugno nel quartiere di Saint-Leu. È comunque possibile ottenere la produzione degli hortillon al mercato che si svolge ogni sabato mattina in Place Parmentier ad Amiens o in alcuni negozi di alimentari che distribuiscono i loro prodotti.

### Turismo: visita degli hortillonnages

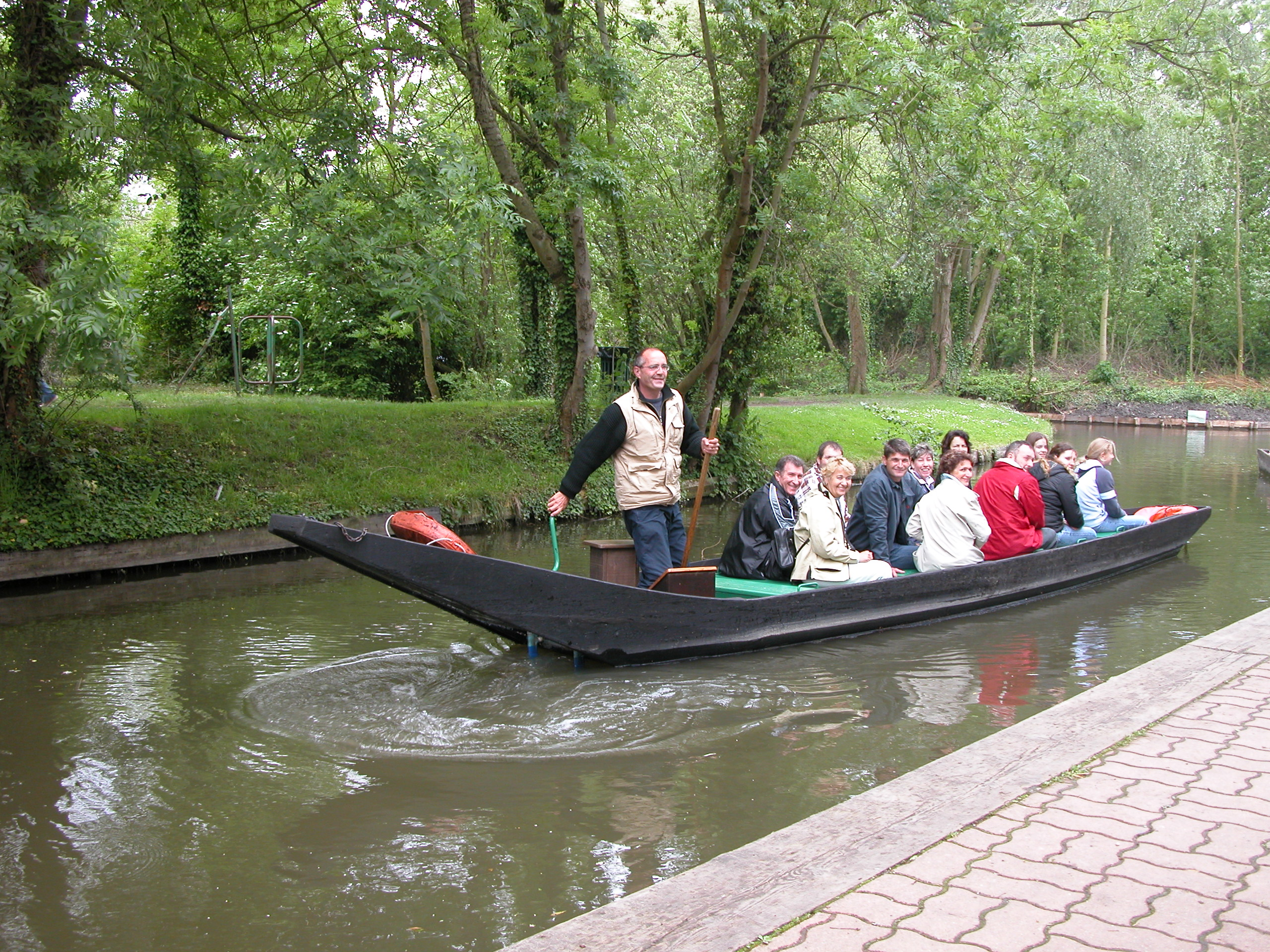
Visita degli hortilloges di Amiens, a bordo di una cornetta.

Dal 2011, si possono scoprire gli hortillonnages su barche elettriche e a piedi dall'interno visitando il giardino dei virtuosi. Questo spazio di 28 000 ettari consente ai visitatori di esplorare diversi lotti tematici che combinano la produzione orticola e l'architettura delle piante. Questo giardino ecologico e didattico è diventato anche, non molto tempo fa, uno dei punti di partenza per scoprire questo sito eccezionale con le barche degli hortillonnages durante un viaggio di circa un'ora attraverso i canali.
Dal giugno 2017 esiste un museo a Rivery, al 21, impasse Marcel, nel quale è possibile ripercorrere la storia del sito e sono esposti gli strumenti manuali utilizzati dal 1850 al 1950. È sponsorizzato dal giornalista e conduttore Pierre Bonte. È possibile visitare il museo ma anche fare passeggiate in autonomia su un battello a motore elettrico su un circuito di circa quaranta minuti. Il parco paesaggistico è stato abbellito, il 12 e 13 settembre 2017, dal team di Stéphane Marie nell'ambito del programma Silence, ça push in onda su France 5 il 10 novembre 2017. È aperto ogni anno dal 1º aprile al 31 ottobre.
Esiste un'altra possibilità di visitare gli hortillonnages su un gommone a propulsione elettrica che fa scivolare silenziosamente i visitatori sull'acqua per 2 ore, in canoa del circolo nautico Rivery o percorrere a piedi la via di alaggio.
Il sito accoglie circa 100 000 visitatori all'anno, il 30% dei quali sono stranieri (inglesi, tedeschi, belgi, olandesi, ecc.).

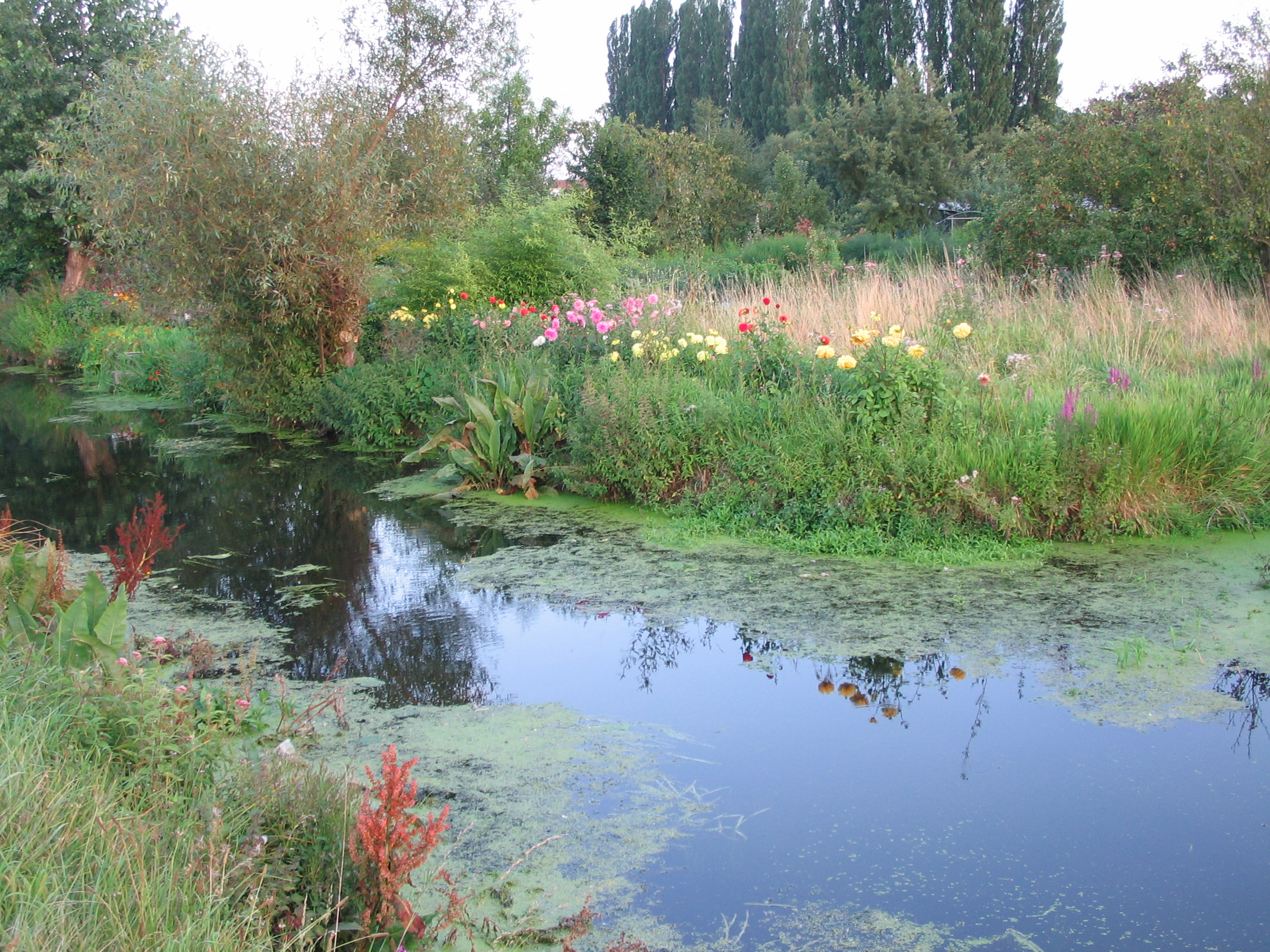
Paesaggi selvaggi ai margini della città.
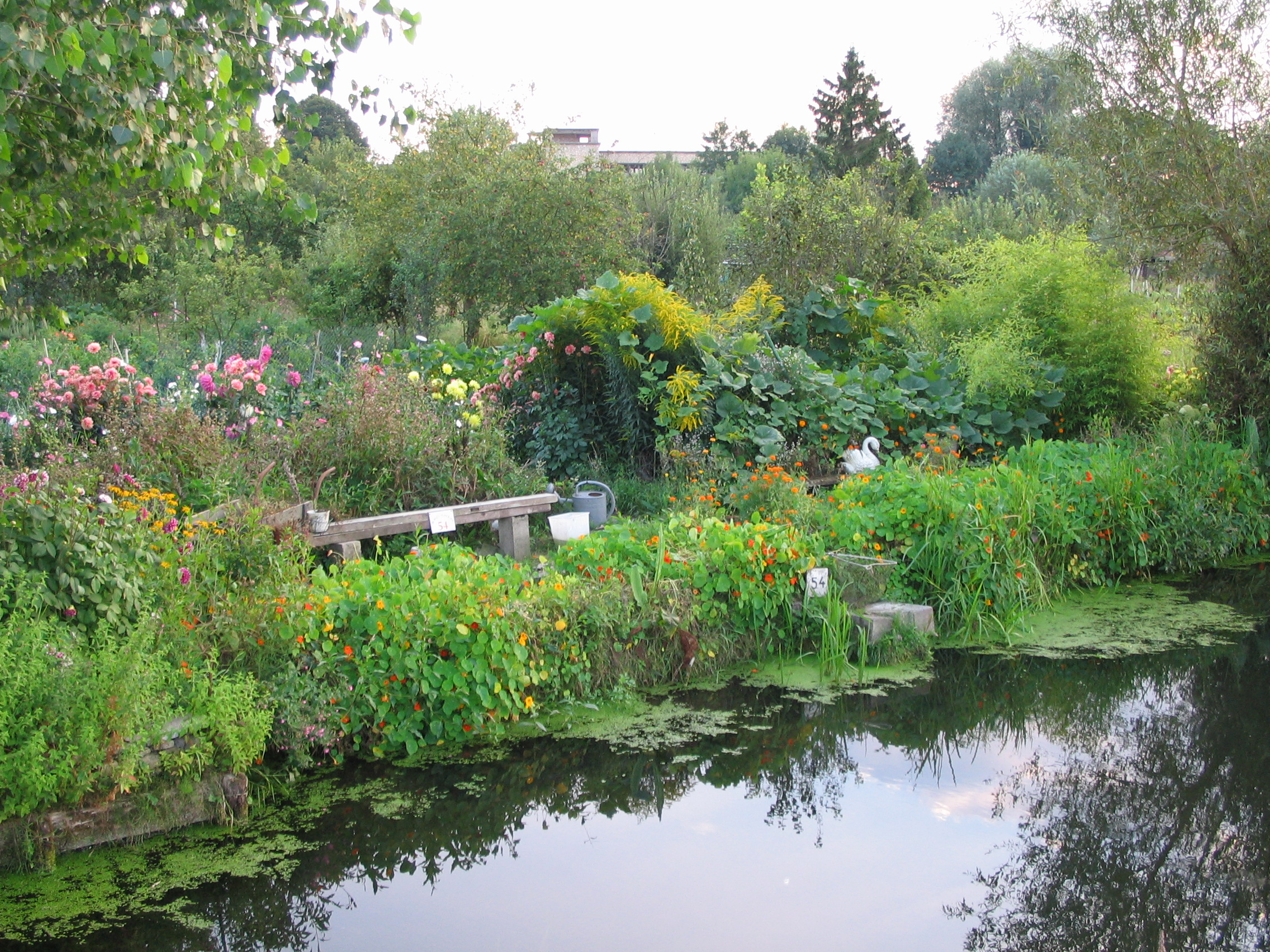
Festa dei colori.
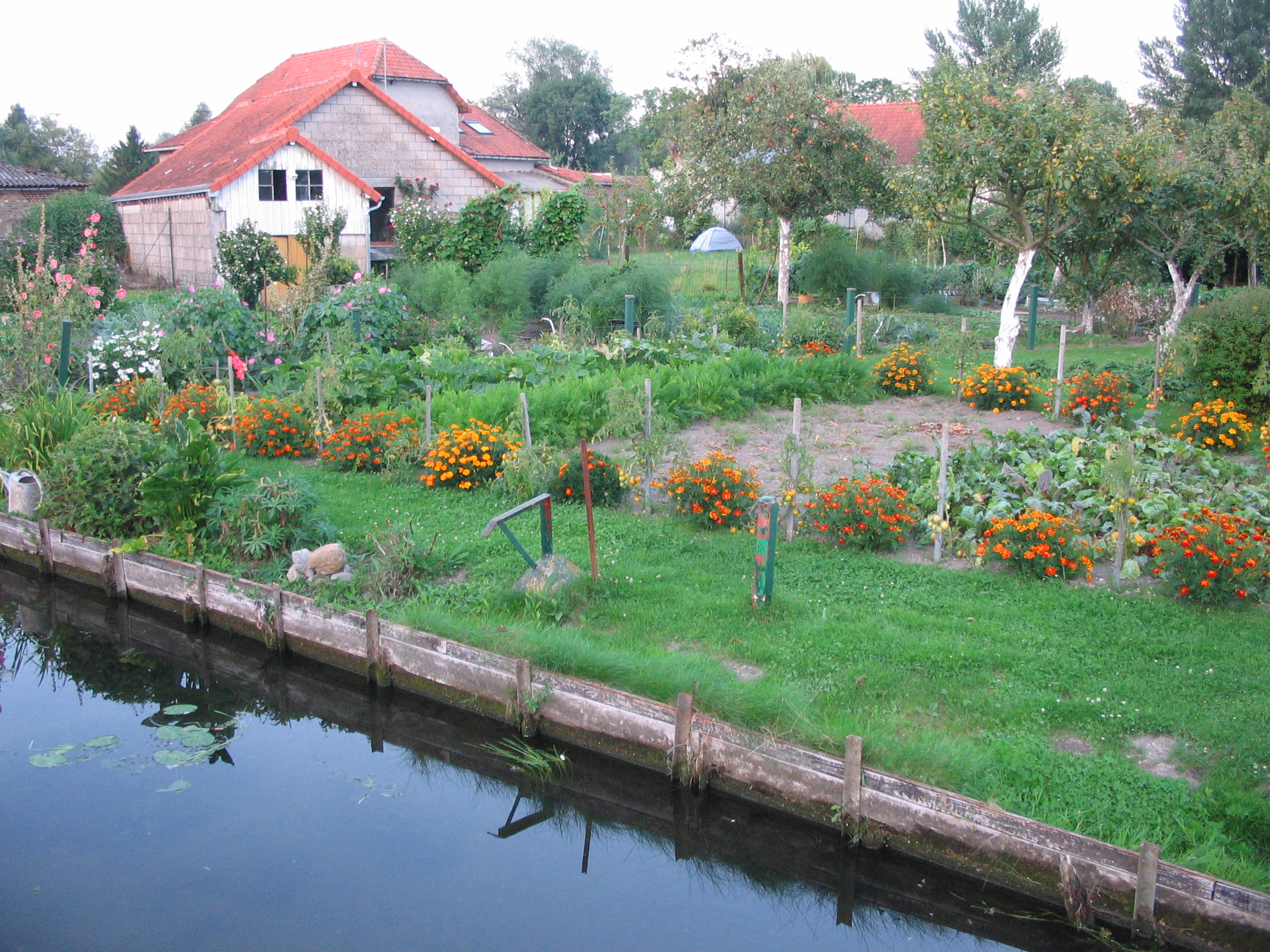
Rive ed edifici sulle isole.
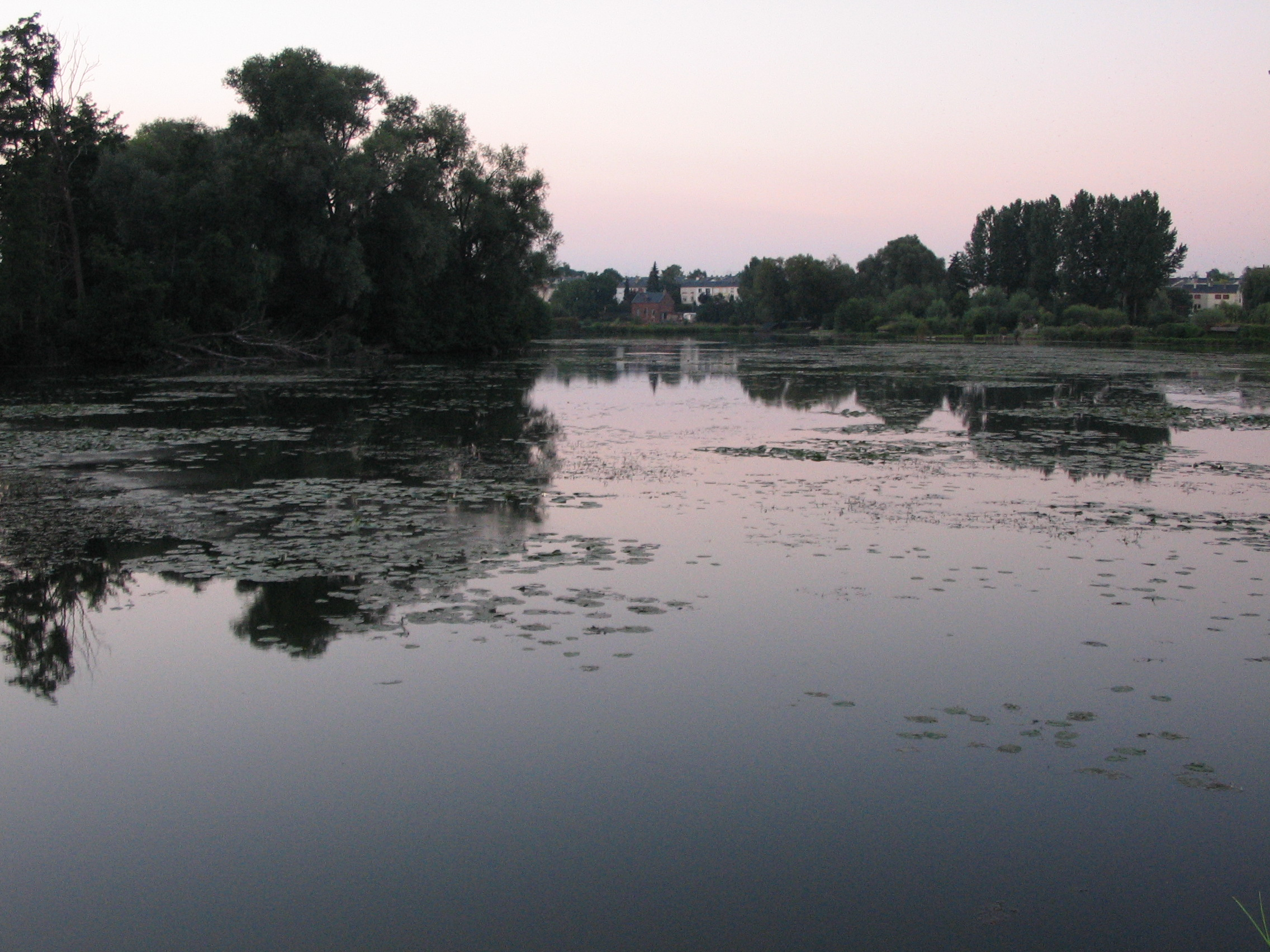
Al tramonto, d'estate.